# 김일 (성우)
김일(1966년 12월 3일 ~ 2018년 11월 18일)은 대한민국의 성우이다. 1990년 KBS 22기 공채 성우로 데뷔하였다.

## 학력
- 서울예술대학교 연극과

## 사망
- 2018년 11월 18일에 향년 51세에 심장마비로 인해 사망하였다.[1][2]

## 후임
김일 사후 비어있는 자리를 채울 성우들은 다음과 같다.
- 김영선: 로이 (포켓몬스터), 상디 (원피스)
- 안효민: 사카즈키 (원피스)
- 정주원: 아스란 자라 (기동전사 건담 SEED FREEDOM)

## 출연 작품

### 애니메이션
※전체 출연작은 외부 링크를 참조
- 강철의 연금술사 (애니원) - 매스 휴즈 / 베르시오 / 의사(10화) / 허스키슨(극장판)
- 검비의 모험 (투니버스)
- 골판지 전사 (어린이 TV) - 건일
- 골판지 전사 더블 (투니버스) - 이건혁 / 우해준 / 최준기 박사
- 광속사이버 (VIDEO) - 민호
- 구슬대전 배틀 비드맨 (KBS) - 그레이 / 멍키동 / 클라우드
- 비밀일기 (KBS) - 지수빈 (아사바 히데야키)
- 기동전사 건담 SEED (애니원) - 아스란 자라
- 꼬꼬리코 돌격대 (SBS)
- 뿌까 (투니버스) - 가루
- 꼬마양 삼총사 (KBS) - 메그
- 꾸러기 수비대 (KBS) - 요롱이 / 앨버트
- 꿈을 찍는 이안 (EBS) - 카일
- 녹색의 전설 (투니버스) - 란
- 녹색전차 해모수 (KBS) - 준
- 다카하시 루미코 극장 - 인어의 숲 (애니원) - 유타
- 달의 요정 세일러문 (KBS) - 레온(턱시도 가면) / 대니 / 어둠의 왕국의 엔디미온 / 킹 엔디미온 / 페르손 박사
- 더그의 일기 (투니버스) - 로저
- 디그레이맨 (애니맥스) - 코무이 리 / 저스데로
- 러브 콤플렉스 (애니맥스) - 나카오
- 레스톨 특수구조대 (KBS) - 테오 / 진
- 레츠고 MBA (SBS) - 밀리 선생님
- 마이크로맨 (KBS) - 네오
- 마법기사 레이어스 (SBS) - 신관 자가토 / 란티스 / 페리오
- 마법기사 레이어스 OVA (애니박스) - 페리오
- 마법소녀 리나 TRY (SBS) - 케일
- 마법소녀 위치 1기 (애니원, 챔프 TV, SBS)
- 마법사 헌터 (MBC) - 캐롯
- 말썽꾸러기 띠떼프 (EBS) - 띠떼프
- 매기와 환상의 나라로 (KBS) - 비스트
- 모모 (KBS) - 수탉
- 모험왕 걸리버 (MBC) - 걸리버
- 몬타나 존스 (MBC) - 길트 박사 / 체더
- 몬테 크리스토(암굴왕) (애니맥스) - 알베르
- 미래소녀 엘피 (KBS)
- 미래전사 오공 (애니맥스) - 교
- 미운오리 새끼 페오 (EBS) - 레스발
- 바다의 전설 장보고 (KBS) - 장보고
- 바람의 전사 (투니버스)
- 바이스 크로이츠 (투니버스) - 지오
- 방울이랑 비누 (EBS) - 방울이
- 배트맨 (SBS) - 로빈(나중)
- 버추어 파이터 (MBC, 어린이 TV) - 아성
- 버키와 투투 (KBS) - 라이브 / 크로우 / 샤오마
- 범퍼킹 재퍼 (SBS) - 에그
- 베리베리 뮤우뮤우 (SBS) - 강재희
- 별나라 요정 코미 (KBS) - 아롱이 아빠 / 유진 / 최강타
- 보노보노 (투니버스) - 야옹이형 / 너부리 아빠
- 불꽃소년 레카 (애니맥스) - 레카 / 남자 2
- 볼츠와 블립 (KBS) - 블립
- 붕붕차차 (KBS) - 내레이션 / 닉 / 장난감로봇 보일
- 블랙캣 (애니맥스) - 스벤 볼피드
- 빅토리 구슬동자 (SBS) - 그린봉 / 보더 국왕
- 빨간망토 차차 (SBS) - 로즈맨 선생님
- 뾰로롱 꼬마마녀 (KBS) - 공사 직원
- 뿅뿅요정 하니 (어린이TV) - 세호
- 사랑의 천사 웨딩피치 (SBS) - 이그니스
- 신세기 사이버 포뮬러 더블원, 제로, 사가 (SBS) - 란돌
- 영광의 레이서 (KBS) - 강백호(스고팀 컴퓨터 담당 스태프) / 아나운서 / 태호
- 생쥐의 세계여행 (EBS) - 티오
- 서바이벌 만화 과학상식 (SBS) - 할아버지
- 세계명작동화 (EBS) - '엄지공주'편 톰 왕자
- 슈퍼 K (MBC) - 하늘(처음)
- 스피드왕 번개 (SBS) - 천용비
- 슬램덩크 (SBS) - 송태섭 / 박경태 / 이달재 / 마성지
- 신세기 사이버 포뮬러 (SBS) - 란돌
- 썬더일레븐 GO 갤럭시 (재능방송) - 성태검
- 썬더일레븐 GO 크로노스톤 (재능방송) - 성태검
- 아기공룡 둘리 (SBS) - 골두기 왕자
- 악동클럽 (EBS) - 월터 라이노
- 엘리먼트 헌터 (KBS) - 로베르토
- 엘 티그레 (Nick) - 로돌포(화이트 판테라)
- 우주소년 아톰 (SBS, 대교방송) - 아틀라스
- 우정의 그라운드 (KBS) - 마르코
- 원피스 (KBS) - 상디 / 쿠로오비 / 내레이션(초반)
- 원피스 Original (챔프TV) - 상디 / 골드 로저 / 센고쿠 / 카포네 벳지 / 조즈 / 아카이누 / 가짜 루피(데마로 블랙)
- 올림포스 가디언 (SBS) - 카드모스
- 와글와글 꼬꼬맘 (KBS) - 재미 / 아빠
- 와일드 캣츠 (어린이TV) - 워블레이드
- 왁자지껄 오리마을 (EBS) - 퉁퉁이
- 용용나라로 떠나요 (EBS) - 용두
- 유령성의 오싹오싹 이야기 (EBS) - 호먼
- 은하탐정 케인 (SBS) - 제스
- 은하영웅 사이버트론 (SBS) - 옵티머스
- 썬더일레븐 GO (재능TV) - 성태검
- 잠의 요정 나일러스 (EBS) - 나이젤
- 재키 찬 어드벤처 (KBS, 애니원) - 재키 찬
- 정말 웃기는 마을 (니켈로디언) - 인디언
- 지구용사 선가드 (KBS) - 한불새 (선가드)
- 지옥소녀 (애니맥스) - 이와시타 다이스케
- 채운국 이야기 (애니맥스) - 자류휘
- 천하통일 파이어비드맨 (KBS) - 그레이 / 키브
- 철인사천왕 (SBS) - 쟝
- 첼로 켜는 고슈 (투니버스) - 고양이
- 춤추는 빅베어 (SBS) - 핍 or 팝
- 캡틴 테일러 (SBS)
- 코바토 (애니맥스) - 후지모토 키요카즈
- 타이의 대모험 (SBS) - 실버
- 태풍의 그라운드 (SBS) - 현석
- 탱구와 울라숑 (KBS) - 샤샤 / DJ준
- 트랙시티 (SBS) - 파란 바람 / 반쪽이 바이러스
- 트위니스 (EBS) - 제이크
- 파이어 앰블럼 (어린이TV) - 아벨
- 페이트 스테이 나이트 (애니맥스) - 마토우 신지 / 코토미네 키레이
- 펫숍 오브 호러즈 (투니버스) - 레온 오르콧 형사
- 포켓몬스터 (SBS) - 로이 (코지로) / 포켓몬 도감
- 폭소 자동차 경주 (투니버스) - 대령
- 풀 메탈 패닉 (애니원) - 쿠르츠 웨버
- 하야테처럼 (애니맥스) - 하늘의 소리
- 헝그리 베스트 5 (KBS) - Dr.J
- 혈관고(니켈로디언) - O형
- 호접몽 (KBS) - 양산백

### 극장판 애니메이션
- 귀를 기울이면 - 세이지 / 바론
- 뮬란 - 리샹
- 뮬란 2 - 리샹
- 볼츠와 블립 3D : 달나라 리그의 전투 - 블립
- 아랑전설 - 앤디 보가드
- 원피스: 기계태엽성의 메카거병 - 상디
- 왕후 심청 - 세자
- 잠자는 숲속의 공주 - 필립 왕자
- 철인 사천왕 - 쟝 / 중장천왕 / 녹색
- 극장판 포켓몬스터: 루기아의 탄생 - 로이
- 극장판 포켓몬스터 AG: 포켓몬 레인저와 바다의 왕자 마나피 - 로이
- 극장판 포켓몬스터: 뮤츠의 역습 - 로이 / 연구소 일원
- 헝그리 베스트 5 - 닥터 J

### 영화

#### 전담배우
※예전에는 청룽(성룡)목소리를 맡았으며 홍시호도 담당하고 있다.
- 성룡
  - 비룡맹장(KBS) - 성요한
  - 상하이 눈(KBS) - 촌 웽
    - 상하이 나이츠(KBS) - 촌 웽

  - 성룡의 나이스 가이(KBS) - 재키
  - 성룡의 빅타임(KBS) - 진자오
  - 성룡의 용소야(KBS) - 아룡
  - 성룡의 홍번구(KBS) - 아강
  - 썬더볼트(KBS) - 아화
  - 쌍룡회(KBS) - 마우 / 완명
  - 쾌찬차(KBS) - 아룡
  - 프로텍터(KBS) - 필립
  - 폴리스 스토리 4(SBS) - 재키

- 윌 스미스
  - 나쁜 녀석들(KBS) - 마이크 로리
  - 맨 인 블랙(KBS,SBS) - 제이 요원
    - 맨 인 블랙 2(KBS) - 제이 요원

  - 메이드 인 아메리카(KBS) - 티 케이크
  - 알리(MBC) - 알리
  - 아이 로봇(KBS) - 델 스프너
  - 에너미 오브 스테이트(KBS,SBS) - 로버트 클레이턴 딘
  - 와일드 와일드 웨스트(SBS) - 짐 웨스트

- 양조위
  - 동거남녀(KBS) - 통재
  - 동경공략(KBS) - 귀인
  - 무간도(KBS) - 진영인 / 청년 진영인(여문락)
  - 무간도3 : 종극무간(KBS) - 진영인
  - 신 유성호접검(KBS) - 맹성혼
  - 일대종사(KBS) - 엽문

- 아담 샌들러
  - 리틀 니키(SBS) - 니키
  - 미스터 디즈(KBS) - 롱펠로 디즈
  - 웨딩 싱어(KBS) - 로비
  - 첫 키스만 50번째(KBS) - 헨리
  - 펀치 드렁크 러브(KBS) - 배리
  - 해피 길모어(SBS) - 해피 길모어
  - 워터보이(KBS) - 바비

- 프레데리크 디팡탈
  - 미로(KBS) - 마티아스 형사
  - 벨파고(KBS) - 마틴
  - 택시(KBS) - 에밀레앙
  - 택시 2(KBS) - 에밀레앙
  - 택시 3(KBS) - 에밀레앙

- 007 골드핑거(KBS) - 키쉬(마이클 멜링어)
- 007 썬더볼 작전(KBS) - 프리처드 대위(레오나드 삭스) / 스펙터 10호(앙드레 마란느)
- 007 두 번 산다 (KBS) - 스펙터 4호(주문건) / 미국 우주조종사(노먼 존스) / 소련 우주 관제원(이안 플린토프)
- 10인의 영웅(KBS)
- 13일의 금요일6(KBS) - 토미(톰 매슈스) 역
- 가타카(KBS) - 제롬(이선 호크) 역
- 공작왕(KBS) - 길상(미카미 히로시) 역
- 그들만의 거리(KBS) - 조니(로버트 드 니로) 역
- 그랑블루(KBS) - 알베르트(마크 듀렛)
- 그래도 베니스가 좋다(KBS)
- 그렘린 2(SBS) - 두뇌 그렘린(토니 랜들) 역
- 글래디에이터(SBS) - 콤모두스 황제(호아킨 피닉스) 역
- 깊은 밤의 침묵(KBS) - 제이미 역
- 꾸뻬씨의 행복여행(KBS) - 헥터 (사이먼 페그)
- 나의 사랑 나의 기사(KBS)
- 내 사랑 신디(KBS) - 캐스(커트니 게인즈)
- 내 사랑 루시(KBS)
- 내게 너무 멋진 서쪽나라(KBS) - 루치 역
- 내셔널 시큐리티(SBS) - 얼(마틴 로렌스)
- 너티 프로페서(SBS, KBS) - 제이슨(존 알레스)
- 늑대개(KBS) - 잭(이선 호크) 역
- 뉴튼 보이즈(KBS) - 제스 뉴튼(이선 호크) 역
- 다빈치 코드(KBS) - 사일러스(폴 베타니) 역
- 다이하드 3(KBS) - 롤프(로버트 세드윅) / 아랍 택시기사(아시프 맨드비)
- 다크 하프(SBS)
- 대니의 추락(KBS) - 로니 역
- 대부(KBS) - 카르노(지아니 루소)
- 댓 싱 유 두(KBS) - 레오(스티브 잔) 역
- 더 야드(SBS) - 윌리(호아킨 피닉스) 역
- 더 캣(SBS) - 더 캣(마이크 마이어스) 역
- 데스티네이션(SBS) - 알렉스(데본 사와) 역
- 데이트 소동(KBS)
- 데드 프레지던트(KBS) - 안소니(라렌즈 테이트) 역
- 드림캐쳐(SBS) - 헨리 박사(토머스 제인)
- 디어 마이 베이비(KBS2) - 잭(톰 엘리스) 역
- 라스트 액션 히어로(SBS)
- 러시아워(SBS) - 제임스 카터(크리스 터커) 역
- 러시아워2(SBS) - 제임스 카터(크리스 터커) 역
- 러시아워 3 (SBS) - 카터 (크리스 터커) 역
- 레지던트 이블(KBS) - 스펜스(제임스 퓨포이) 역
- 로스트 인 스페이스(MBC) - 웨스트(맷 르블랑) 역
- 루이의 리얼리티 쇼(KBS) - 루이 (마틴 드레인빌) 역
- 리오 그란데(KBS) - 제프(클로드 자먼 주니어) 역
- 링 2(KBS) - 맥스 루크(사이먼 베이커) 역
- 마이너리티 리포트(KBS) - 앤더튼(톰 크루즈) 역
- 매드 맥스(SBS) - 맥스(멜 깁슨) 역
- 매드 맥스 2(SBS) - 맥스(멜 깁슨) 역
- 매드 맥스 3(KBS, SBS) - 상인(에드윈 호지맨,KBS), 슬레이크(톰 제닝스,KBS) / 맥스(멜 깁슨)(SBS) 역
- 머니 토크(SBS) - 프랭클린(크리스 터커) 역
- 몰랫츠(KBS) - 브로디(제이슨 리) 역
- 못말리는 로빈 후드 (KBS) - 윌 스카렛(매튜 포레타) / 젊은 청년(코빈 알레드)
- 못말리는 비행사(SBS)
- 무서운 영화(SBS) - 그렉(로클린 먼로) 역
- 미션 임파서블: 로그네이션(KBS) - 벤지(사이먼 페그)[3]
- 미스터 존슨(KBS) - 미스터 존슨(메이너드 에지아시) 역
- 밀리언 달러 호텔(KBS) - 톰톰(제러미 데이비스) 역
- 방탄승(SBS) - 카(숀 윌리엄 스콧) 역
- 배트맨 포에버(KBS, SBS) - 로빈(크리스 오도널) 역
- 배트맨과 로빈(SBS) - 로빈(크리스 오도널) 역
- 백 투 더 퓨처 (KBS) - 마티 (마이클 J. 폭스)
- 백 투 더 퓨처 2 (KBS) - 마티 (마이클 J. 폭스)
- 백 투 더 퓨처 3 (KBS) - 마티 (마이클 J. 폭스)
- 베토벤2(KBS) - 세스 역
- 벤허(KBS) - 멧살라(스티븐 캠벨 무어) 역
- 벳시의 결혼소동(KBS) - 제이크 역
- 복제로봇 대소동(KBS) - 칩 카슨 역
- 봉쥬르 무슈 슐로미(KBS) - 형 역
- 불의 전차(KBS) - 에릭(이언 찰슨) 역
- 블라인드 가이(KBS) - 래리(에디 케이 토머스) 역
- 블랙 벌룬(KBS) - 토마스(라이스 웨이크필드)
- 블랙 호크 다운(KBS) - 그라임스(이완 맥그리거) 역
- 블룸 형제 사기단(KBS) - 블룸(에이드리언 브로디) 역
- 빌리 베스게이트(KBS)
- 뽀네뜨(KBS) - 아빠(그자비에 보부아) 역
- 사랑에 관한 짧은 필름(KBS) - 토멕(올라프 루바젠코) 역
- 사랑의 블랙홀(KBS) - 래리(크리스 엘리엇) 역
- 사랑하는 딸에게(KBS)
- 사이코4(KBS)
- 섀도우(KBS) - 리자르(보르세 나세프) 역
- 세상의 모든 계절(KBS) - 조(올리버 맬트먼) 역
- 설원의 윌(KBS) - 윌 스톤맨(맥켄지 애스틴) 역
- 소비버 탈출(SBS)
- 소울 메이트(KBS) - 딘(재커리 트론) 역
- 슈퍼맨 4: 최강의 적 (KBS) - 죄수(론 트래비스) / 간수(브래들리 라벨)
- 스몰 솔저(KBS)
- 스쿠비 두 (SBS) - 섀기(매튜 릴라드)
- 스트레인저(KBS) - 변호사 / 세라 친구 역
- 스티븐 시걸의 글리머맨(KBS) - 짐 캠벨(키넨 아이보리 웨이안즈) 역
- 스페이스 잼(SBS) - 찰스 바클리(본인) / 보라색 외계인(도리안 헤어우드) / 야구 선수
- 신비한 동물들과 그린델왈드의 범죄 - 덤블도어(주드 로)
- 스피어(SBS) - 테드 필딩 박사(리브 슈라이버) 역
- 신투첩영(SBS) - 자칼 역
- 아가사 크리스티의 창백한 말(KBS) - 마크 역
- 아메리칸 스플렌더(KBS) - 배우 하비(폴 지어마티) 역
- 아비정전(KBS) - 아비의 친구(장학우) 역
- 아빠 만들기(KBS) - 제리 역
- 애니멀(KBS) - 마빈 맨지(롭 슈나이더) 역
- 애들이 줄었어요(KBS, MBC) - 라스 톰슨 주니어(토머스 브라운) 역
- 야구천재 에드(KBS) - 에드 역
- 야마카시(KBS) - 웅크린 소(샤를 페리에르)
- 야마카시 2(KBS) - 로간(샤를 페리에르)
- 야연(SBS) - 우 루안(오언조) 역
- 언더시즈(KBS)
- 언더시즈 2(KBS) - 동료 요리사(로이스 D. 애플게이트)
- 얼라이브(SBS) - 칼리토스(브루스 람세이) 역
- 에볼루션(SBS) - 웨인(숀 윌리엄 스콧) 역
- 엘 시드(KBS) - 베르뮤데즈(카를로 주스티니) / 아리아스(허드 하트필드)
- 연애사진(SBS) - 미코토(마츠다 류헤이) 역
- 열혈남아(KBS) - 우잉(장학우) 역
- 우리도 사랑일까(KBS) - 대니얼(루크 커비) 역
- 원티드(KBS) - 웨슬리(제임스 맥어보이) 역
- 웨이 백(KBS) - 야누시(짐 스터게스) 역
- 오션스 일레븐(SBS) - 라이너스(맷 데이먼) 역 / 러스티의 친구(조슈아 잭슨)
- 오만과 편견(KBS) - 빙리(사이먼 우즈) 역
- 온 더 라인(SBS) - 케빈(랜스 배스) 역
- 용서받지 못한 자(KBS) - 스코필드 키드(제임즈 울벳) / 패티(제퍼슨 머핀)
- 욕망의 덫(SBS)
- 위대한 유산(KBS) - 핀(이선 호크) 역
- 유브 갓 메일(KBS) - 프랭크(그레그 키니어) 역
- 은하수를 여행하는 히치하이커를 위한 안내서(KBS) - 아서 덴트(마틴 프리먼) 역
- 음식남녀(KBS) - 국륜(진소영) / 사장의 아들(임사칙) / 학교 반장(홍계덕)
- 이브닝(KBS) - 버디(휴 댄시) 역
- 이유없는 반항(KBS) - 버즈의 친구(프랭크 마졸라)
- 이퀄리브리엄(SBS) - 존 프레스턴(크리스천 베일) 역
- 이유 없는 반항(KBS) - 버즈의 친구(프랭크 마졸라) 역
- 인 더 베드룸(SBS) - 프랭크 파울러(닉 스탈) 역
- 인조인간(KBS) - 악당1 역
- 자이언트(KBS) - 데이빗(로드 테일러) 역
- 제17 포로수용소(KBS) - 쿠키(질 스트래튼) 역
- 좋은 친구들(KBS) - 어린 헨리 힐(크리스토퍼 세론) 역
- 지옥의 특공대(SBS) - 브라이언트 요원 역
- 진주만(SBS) - 대니 워커(조시 하트넷) 역
- 초연(KBS) - 이일평(갈민휘) 역
- 칠 팩터(SBS) - 팀 메이슨(스킷 울리히) 역
- 컨페션(KBS) - 척(샘 록웰) 역
- 캘리포니아 여자(KBS) - 데이비드(코리 파커) 역
- 컬러 퍼플(KBS) - 하퍼 존슨(윌러드 E. 퍼프)
- 케인호의 반란 (1954년 영화)(KBS) - 윌리 장교 역
- 쿵푸 프리즌(KBS) - 스탠(롭 슈나이더) 역
- 클로저(KBS) - 댄(주드 로) 역
- 터미네이터(SBS)
- 터미네이터 3(SBS) - 존 코너(닉 스탈) 역
- 토크 투 미(KBS) - 피티 그린(돈 치들) 역
- 투게더(KBS) - 바람둥이 남자 역
- 파더스 데이(SBS) - 스캇(찰리 호프하이머)
- 펄프 픽션(KBS) - 브레트(프랭크 월리)
- 풍운(KBS) - 보경운(곽부성) 역
- 프라이트너(KBS) - 프랭크 배니스터(마이클 J. 폭스) 역
- 피라미드의 공포(KBS)
- 하몬드 가의 비밀(KBS) - 트리거(숀 애스틴) 역
- 한 여름밤의 미소(KBS) - 헨리크 에게르만(비요른 브엘프벤스탐) 역
- 할로우 맨(SBS) - 세바스찬(케빈 베이컨) 역
- 홀랜드 오퍼스(KBS) - 러스(테런스 하워드) / 콜(안소니 나테일) / 라디오 방송
- 홀리 맨 (KBS) - 스캇(에릭 맥코맥)

### 외화
- 강호풍운록(KBS) - 가육
- 닥터 후(KBS) - 11대 닥터(맷 스미스)
- 대지진 10.5(KBS) - 잭 놀런(이반 세르게이)
- 로빈 후드(KBS) - 로빈 후드(조너스 암스트롱)
- 로마 시즌 2(SBS) - 옥타비아누스(맥스 퍼키스/사이먼 우즈)
- 리썰 웨폰(KBS) - 마틴(크레인 크로포드)
- 말괄량이 마법학교: 캠퍼스 대소동(SBS) - 홉스(바비 베리)
- 삼국지(KBS) - 제갈량 (육의)
- 스필버그의 어메이징 스토리(KBS) - 조나단
- 스타는 괴로워(KBS) - 제트(리 톰프슨 영)
- 아빠, 뭐하세요?(KBS) - 브래드
- 의천도룡기(KBS) - 장무기(양조위)
- 정무문(KBS) - 이시다(후시다)
- 피시는 사춘기(KBS) - 피시(키어런 컬킨)

### 특수촬영드라마
- 가면라이더 이그제이드 - 현종수 / 가면라이더 크로노스
- 슈퍼파워 김치맨 - 울프

### 다큐
- 2010.05.27 KBS 특선 <토네이도의 겉과 속> (KBS)
- 2012.03.09 EBS 다큐 10+ <사자의 땅, 마사이의 미래> (EBS)
- 2014.07.21 SBS 지식나눔콘서트 아이러브 人 <팡차오후이 교수편> (SBS)
- 2015.01.31 MBC 다큐프라임 <추사 김정희, 19세기 지식 한류를 열다> (MBC)
- 2016.01.30 KBS 특선다큐 <데이비드 베컴의 사랑의 축구경기> (KBS)
- 2016.06.08 KBS 해외걸작다큐 <러시아 기행 1부> (KBS)
- 2016.06.15 KBS 해외걸작다큐 <러시아 기행 2부> (KBS)
- 2016.07.27 KBS 세상의 모든 다큐 <백만 달러짜리 맛 비평을 잡아라> (KBS)

### 방송
- 주주클럽(KBS)
- TV 동물농장(SBS)
- 좋은 친구들(SBS)
- TV쇼 진품명품(KBS)
- TV는 사랑을 싣고(KBS)
- TV로 보는 세계(MBC)
- 골든글러브 시상식(SBS)
- 김용만 신동엽의 즐겨찾기(SBS)
- 꽃미남 포차(KBS Joy)
- 도전 1000곡 한소절 노래방(SBS)
- 댄싱 위드 더 스타(MBC)
- 뷰티풀 라이프(SBS)
- 모닝와이드(SBS)
- 솔로몬의 선택(SBS)
- 생방송 세븐데이즈(SBS)
- 생활의 달인(SBS)
- 신나는 운전석(TBN인천교통방송)
- 열린 TV 시청자 세상(SBS)
- 우리 아이가 달라졌어요(SBS)
- 줌인! 게임천국(MBC)
- 추석특집 Mr. 살림왕(MBC)
- 찾아라! 맛있는 TV(MBC)
- 퀴즈! 육감대결(SBS)
- 특명 아빠의 도전(SBS)
- 해결 돈이 보인다(SBS)
- 순간포착 세상에 이런일이(SBS)
- SBS 연기대상 (SBS)

### 라디오

#### KBS
라디오 극장 (KBS 한민족 방송)
- 2007.10.01 ~ 2007.10.31 이창례 作 영원한 이방인
- 2011.01.01 ~ 2011.01.31 권현순 作 에어홀릭 (박승주)
- 2016.06.01 ~ 2016.06.30 홍부용 作 아빠를 빌려 드립니다 (채태만)

KBS 무대 (KBS 한민족 방송)
- 1999.06.27 초승달과 밤배 2부
- 2000.04.02 두번째 첫사랑
- 2000.04.16 남자의 향기
- 2001.05.27 그 여자가 사는 법
- 2001.07.29 멍에
- 2002.01.06 우리들의 천사가 온다 (병)
- 2002.10.06 한심한 청춘 (방형기)
- 2002.12.29 스물 아홉 (박승렬)
- 2003.01.12 모델하우스 (홍용표)
- 2003.02.23 호수 (정현우)
- 2003.03.23 그가 부른다 (민세준)
- 2003.06.22 개와 늑대 사이의 시간 (오영달)
- 2004.10.03 무녀리 (한유빈)
- 2005.02.06 뻐꾸기 둥지에서 사랑을 품다 (강철수)
- 2005.05.21 당신 없는 하루 (용택)
- 2006.02.25 이 메마른 날들 (새점남)
- 2007.09.29 캔버스에 관한 보고서
- 2007.12.22 아버지의 약속
- 2008.11.15 움켜쥔 손
- 2009.01.31 당신이 잠든 사이에
- 2009.04.18 장모님의 아파트
- 2009.06.06 낙타의 눈물
- 2009.10.17 일몽주막
- 2010.03.06 전기수, 최필의 희망가
- 2010.09.11 네 번째 방
- 2010.12.04 아빠를 찾아 드립니다
- 2011.02.19 아버지의 선택 (이영훈)
- 2011.11.19 그 남자의 귀향(歸鄕)
- 2011.12.17 무다잡 전당포
- 2012.03.17 섬에 취하다
- 2013.04.20 치킨과 소주 (정만)
- 2014.05.24 요조숙녀 왕순진의 날개짓 (고귀한)
- 2014.10.11 연애를 읽다 (강기태)
- 2015.02.28 봄, 재규어, 키스 (오민석)
- 2015.08.29 죽거나 죽이거나 (추대남)

라디오 독서실 (KBS 한민족 방송)
- 2000.07.16 조경란 作 나의 자줏빛 소파
- 2001.09.23 박자경 作 너라는 검은 덩어리
- 2002.04.07 김주영 作 멸치 (달구)
- 2004.06.20 김연수 作 리기다 소나무 숲에 갔다가 (나)
- 2005.10.09 김인숙 作 감옥의 뜰 (규상)
- 2009.03.22 김경욱 作 위험한 독서 (나)
- 2015.08.09 정민철 作 귀로 (나)

엄길청의 성공시대 (KBS 사회교육)
- 2004.07.19 ~ 2004.07.31 제 20화 이영석의 총각네 야채가게
- 2005.07.04 ~ 2005.07.16 제 45화 권동칠 토종 등산화에 날개를 달다

환타지 특급 (KBS 라디오)
- 2001.04.09 ~ 2001.06.30 판타지 특급 - 싸이의 드래곤 라자 (닐시언)

KBS 교통 캠페인 드라마 '노란 안전선 위에 행복' (KBS 라디오)
- 1999.12.26 이제 내게 남은 것들

#### 교통방송
TBS 창립 20주년 특별기획 다큐 드라마 서울 600년을 걷다 (교통방송)
- 2010.05.03 ~ 2010.05.28 황희편 (황숙신 / 신숙주)
- 2010.05.31 ~ 2010.06.25 성삼문편 (신숙주)
- 2010.06.28 ~ 2010.07.30 한명회편 (신숙주)
- 2010.08.30 ~ 2010.10.01 유성룡편 (신숙주)
- 2010.12.06 ~ 2010.12.31 최석정편 (숙종)

입체낭독 라디오 문학관 (교통방송)
- 2008.12.08 ~ 2008.12.12 김연수 作 달로 간 코미디언

#### 불교방송
고승열전 (불교방송)
- 2003 일연선사편 (일연선사)

### 인터넷
- 유령주식회사 (세이캐스트) - 류은호

### 게임
- 루니아 전기 - 라이언 헌트
- 미소녀닌자 모험기 2 - 에드
- 삼국지 천명 2 - 육손, 격투가
- 아머드 코어 넥서스 - 웬즈데이 기관 오퍼레이터
- 용기전승 2 - 세실 그라나드
- 이리너 - 레이어
- 진 삼국무쌍 - 여포
- 창세기전 3 Part2 - 아슈레이
- 파랜드 택틱스 5(파랜드 심포니) - 필스

### 광고
- CJ 제일제당 젠립소 쏘팔메토up
- 오렌지라이프 라이프 정기보험
- 반다이 건담 시드